# 2月17日 (旧暦)
旧暦2月17日は旧暦2月の17日目である。六曜は赤口である。

## できごと
- 嘉吉元年（ユリウス暦1441年3月10日） - 永享から嘉吉に改元
- 永禄9年（ユリウス暦1566年3月8日） - 室町幕府将軍・足利義輝の弟で出家していた覚慶が、還俗して義秋と改名。後の15代将軍・義昭

## 誕生日
- 宝暦6年（グレゴリオ暦1756年3月17日） - 本居大平、国学者（+ 1833年）
- 明治5年（グレゴリオ暦1872年3月25日） - 島崎藤村、詩人・小説家（+ 1943年）

## 忌日
- 文永9年（ユリウス暦1272年3月17日） - 後嵯峨天皇、88代天皇（* 1220年）